# Lex Saxonum
Die Lex Saxonum (Gesetz der Sachsen; auch sächsisches Volksrecht genannt) zählt zu den frühmittelalterlichen germanischen Stammesrechten und wurde 802 unter Karl dem Großen erlassen, um die von ihm getroffenen harten Maßregeln gegen die zu unterwerfenden Sachsen aus dem Jahr 785 abzumildern. Die Lex Saxonum war gewissermaßen ein Kompromiss, bei dem sich fränkisches Reichsrecht und althergebrachte sächsische Stammesrechte ergänzten.

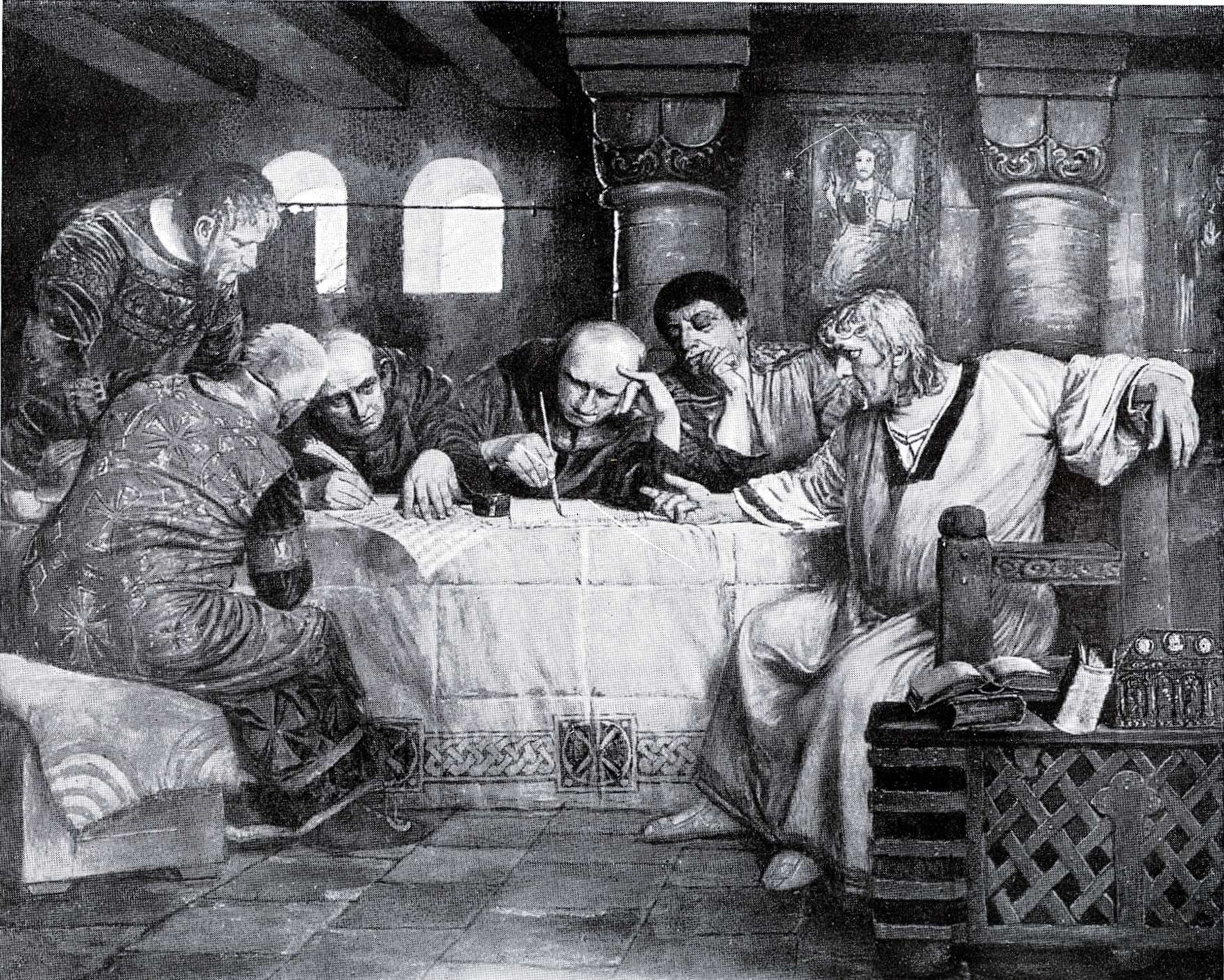
Willy Spatz: Karl der Große läßt die Volksgesetze niederschreiben (um 802), Wandgemälde im Düsseldorfer Oberlandesgericht, um 1910